# IQube
iQube（アイキューブ）とは、株式会社ガイアックスにより開発・提供されるSaaS型のグループウェア（社内情報共有のためのソフトウェア）で、スケジュール管理、タスク管理、メッセージ、社内Wiki、社内ソーシャルブックマーク、報告書、ファイル管理といった機能を提供する。ウェブブラウザから利用するサービスで、Microsoft Internet Explorer 6.0以降、Mozilla FireFox 2.0以降などで稼動する。

## 概要
iQube はウェブブラウザから利用するグループウェアで、SaaSモデルにより提供されている。スケジューラ、報告書、Wikiなど社内情報を共有するための各機能が統合されており、機能のカスタマイズや取捨選択が可能である。インターネット経由で情報の入手、デモ環境の利用、見積書の作成、クレジットカード・銀行振込による決裁、契約の締結と延長・アップグレードまでの全プロセスを完結している。

## 特徴
SaaSモデルのメリットを活かし、iQubeを利用している他の会社のユーザーと連携して情報を共有することができるほか、マルチログイン機能によって外部サービスへの簡易ログインシステムを提供している。また、ユーザーニーズの効率的な収集と開発へのフィードバックを目的とした「みんなのリクエスト」機能により、顧客との対話チャネルを確保している。
スケジューラ・議事録・ファイルなど従来のグループウェアとの差別化を図るため、ブログ、SNS（ソーシャル・ネットワーキング・サービス）、Wiki、ソーシャルブックマークなどのコンシューマー向けコミュニティサービスから派生した機能をビジネス用途にアレンジした上で統合している。これは開発元の株式会社ループス・コミュニケーションズが企業向けSNSの開発・提供を行っていたことに由来する。
バージョン1.5.0からソーシャルスコープ機能を追加し、社内人脈や社員の専門性の可視化に試みている。Enterprise 2.0スイートを称するなど、Web 2.0と呼ばれる一連の技術トレンドを企業内利用に応用することを製品コンセプトの一つに据えている。また、ビジネス文書へのタギングやトラックバックを実用化するなど、エンタープライズコンテンツ管理（ECM）にフォークソノミーの考え方を採用している。
企業内の組織の管理システムである「グループシステム」により、ピラミッド型指揮系統を持つ公式の組織のほか、横断的なプロジェクト、非公式のサークルなどを設置することが可能であり、グループウェアと社内SNSを折衷した運用ニーズを満たしている。
セキュリティ面では、全画面SSL通信やセッションタイムアウト設定、アクセスIP制限などの機能をアプリケーションに搭載しているほか、FISC基準に準拠した堅牢な施設でサーバーを運用・管理している。

## 機能構成
- スケジューラ・設備予約
- ファイル
- 報告書
- Wiki
- ソーシャルブックマーク
- タスク管理
- アンケート
- ソーシャルスコープ
- パーソナライズドポータル
- クロスサーチ
- クロスタギング
- クロストラックバック

## 沿革
iQube は2008年3月に株式会社ループス・コミュニケーションズが提供を開始したSaaS型グループウェアである。2008年10月、ガイアックスへの事業譲渡に伴い、同社子会社の株式会社ソーシャルグループウェアが開発・提供を行っている。
- 2008年3月　株式会社ループス・コミュニケーションズがSaaS型グループウェア・iQube 1.0を発表[2]
- 2008年4月　パーソナライズドポータル機能が拡張され、ガジェットの取捨選択が可能に
- 2008年5月　iQube 1.3.0 リリース。ユーザーインターフェースデザインが改良され、スケジュールやファイル共有、Wikiなどの各機能は表示／非表示を切り替えられるようになる
- 2008年5月　外部サービスとの連携を可能にするマルチログイン機能がリリースされ、SaaSモデルのメリットを活かした会社間連携を推進
- 2008年5月　携帯電話からの利用が可能に
- 2008年6月　iQube 1.4.0 リリース。グループ機能、セキュリティ対策、モバイル機能を強化し、レイアウトを改善。全画面SSL通信オプションを搭載
- 2008年10月　iQube 1.5.0 リリース。社内人脈や社員の専門性を可視化するソーシャルスコープ機能を追加。[3][リンク切れ]
- 2008年10月　株式会社ループス・コミュニケーションズ、株式会社ソーシャルグループウェアにiQube事業を譲渡[4]